# Universidade Federal do Rio Grande do Sul
A Universidade Federal do Rio Grande do Sul (UFRGS, comumemente chamada de URGS) é uma instituição pública brasileira de ensino superior, mantida pelo Governo Federal do Brasil. A reitoria e a maioria das suas unidades de ensino situam-se em Porto Alegre, capital do Rio Grande do Sul.
Fundada em 1934 pela reunião de várias escolas superiores independentes de Porto Alegre, criadas entre o fim do século XIX e início do século XX, em 1950 foi federalizada. Desde sua criação tem sido um importante centro de pesquisa, discussão e difusão de conhecimento, expandindo continuamente seu campo de atuação e desempenhando um papel de destaque na história da educação, da cultura, das ciências, das artes e da tecnologia rio-grandenses.
Com quatro campi em Porto Alegre, um no litoral e várias outras unidades dispersas na capital e cidades do interior, totalizando uma área construída de cerca de 370 mil m2, a UFRGS mantém cursos de graduação e pós-graduação nas áreas de ciências exatas, humanas, biológicas, da saúde, entre outras, além de centros de pesquisa, institutos técnicos, laboratórios, museus, bibliotecas, centros culturais, coleções artísticas, históricas e científicas, rádio, TV, jornal, editora e outros equipamentos, e oferece uma diversificada programação cultural e educativa para o grande público. Nas últimas décadas tem se mantido entre as principais universidades do Brasil, e em muitos anos foi a melhor na categoria das universidades públicas. Seus prédios históricos foram declarados Patrimônio Cultural do Rio Grande do Sul, e dois deles, tombados pelo IPHAN.

## História

### Antecedentes
O panorama educativo no estado do Rio Grande do Sul ao longo de todo o século XIX foi de precariedade, com poucas escolas, poucos professores, currículos fracos e desorganizados e baixa procura. 75,94% da população do estado era analfabeta em 1872. Somente em 1860 foi criada a primeira Escola Normal para formação de professores primários, que só começou a operar nove anos depois, e a primeira biblioteca pública só foi instalada em 1877. Quem desejasse seguir cursos superiores devia se dirigir às academias de São Paulo, Rio de Janeiro ou Recife, acessíveis apenas a filhos de famílias ricas, e mesmo lá teria poucas opções além dos tradicionais cursos de Medicina, Engenharia e Direito. Embora o governo reconhecesse a necessidade de melhorar a situação, os investimentos eram pequenos e esparsos e não havia um plano de desenvolvimento de longo prazo. Tampouco havia uma estrutura para cursos técnicos regulares.

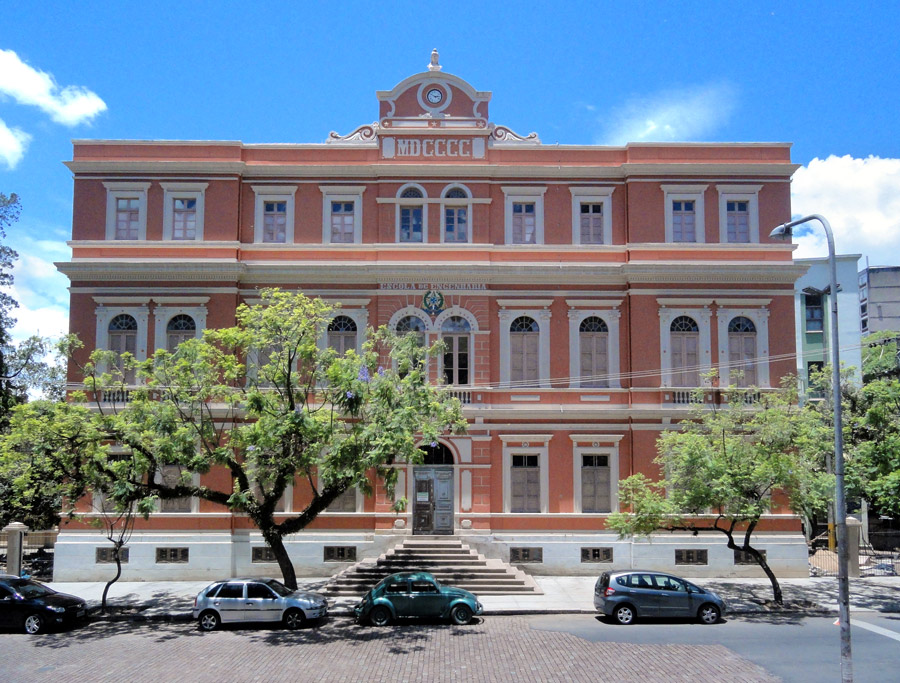
Escola de Engenharia da Universidade Federal do Rio Grande do Sul

Esse contexto deficitário começou a mudar no fim do século, quando a elite política e intelectual, influenciada pelo positivismo e pelo cientificismo, passou a entender a organização regrada da sociedade, a educação popular e a qualificação profissional como ferramentas essenciais para o progresso, para o desenvolvimento econômico e para a entrada na modernidade.
O primeiro resultado dessa filosofia foi a criação da Escola Livre de Farmácia e Química Industrial em 29 de setembro de 1895. Seguiram-se a Escola de Engenharia em 10 de agosto de 1896; a Faculdade de Medicina em 25 de julho de 1898, formada com a fusão da Escola de Farmácia com o Curso de Partos da Santa Casa; a Faculdade Livre de Direito em 17 de fevereiro de 1900, e o Instituto Livre de Belas Artes em 22 de abril de 1908, todos instituições privadas e independentes entre si, embora contassem com decisivo apoio estatal, na forma de verbas, espaços e equipamentos.
Várias outras escolas foram criadas a partir dessas instituições, sendo especialmente dinâmica a Escola de Engenharia, iniciativa de um grupo de engenheiros militares de formação positivista e professores da Escola Militar de Porto Alegre. Concebida como um instituto politécnico, tinha a meta de formar mão-de-obra qualificada, preparando profissionais para o desenvolvimento industrial do estado. Segundo Maria de Nazareth Hansen, 

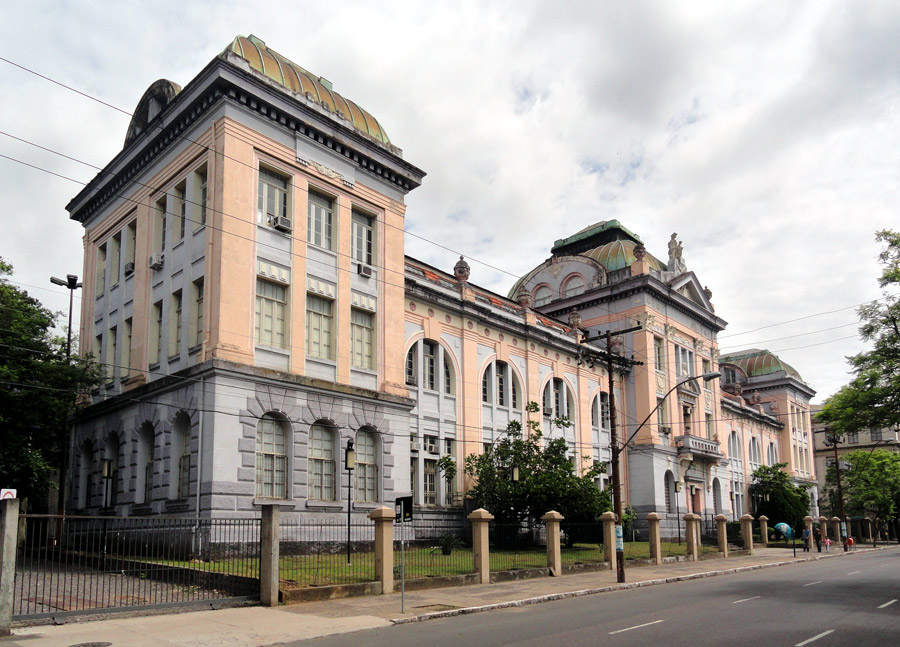
O prédio construído para receber o antigo Instituto Técnico Profissional da Escola de Engenharia

"Um dos primeiros cursos que iniciaram na Escola de Engenharia foi o de Hidráulica, que incluía disciplinas que relacionavam-se ao saneamento e à melhoria da navegabilidade dos rios. [...] Os demais cursos iniciais, da mesma forma, atendiam todos às necessidades da época: Estradas, Agrimensura, Arquitetura e Agronomia. Cada um deles expressava uma frente de ação, que atacaria um a um os entraves ao progresso e que poderia produzir a autonomia da mão-de-obra do estado, que até então importava profissionais especializados ou exportava seus filhos mais abastados para buscar conhecimentos e qualificação no além fronteiras".
Reconhecida como o "núcleo central da proposta positivista de ensino superior", a Escola de Engenharia instalou o Curso de Agronomia em 1898, absorvendo o patrimônio da extinta Escola Superior de Agronomia criada pelo governo federal em Taquari, o Instituto Ginasial Júlio de Castilhos em 1900, o Instituto Astronômico e Meteorológico e o Instituto Técnico Profissional em 1906, o Instituto Eletrotécnico em 1908, o Curso de Química Industrial em 1920 e o Instituto Experimental de Agricultura em 1922. Já a Faculdade de Medicina criou o Curso de Odontologia em 1898, e, a Faculdade de Direito, a Escola de Comércio em 1909.

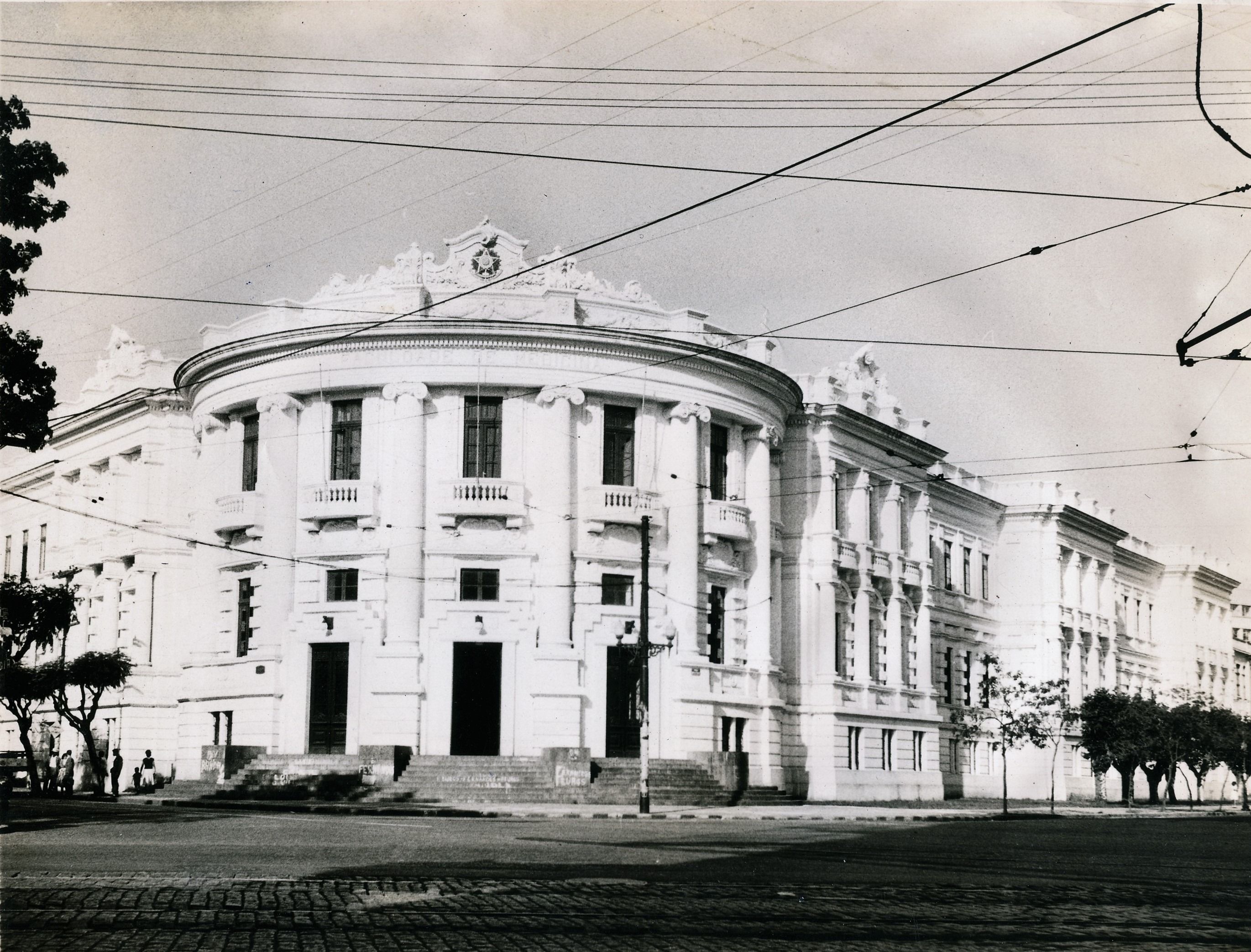
A antiga Faculdade de Medicina

Para receber essas escolas foram construídos suntuosos edifícios junto ao Campo da Redenção, uma área que no início do século XIX era uma vasta várzea alagadiça que servia de depósito de lixo e ponto de descanso de carreteiros e boiadeiros, e que recentemente, com a expansão da cidade, vinha sendo objeto de crescente interesse imobiliário e urbanístico. Esse conjunto arquitetônico hoje é um patrimônio histórico do estado. Essas escolas prestaram um serviço marcante à sociedade gaúcha, tanto no ensino superior, cortando o antigo ciclo de dependência de centros externos de formação, bem como no campo do ensino técnico profissionalizante, formando gerações de profissionais qualificados para as indústrias do couro, madeira, química, elétrica, mecânica, artes gráficas e construção civil, muito necessários numa época em que a industrialização acelerava e o governo estadual desejava mostrar ao Brasil uma imagem de força e progresso. A própria concepção palaciana e ornamental dos edifícios levantados para as escolas foi um reflexo do desejo da elite positivista de tornar Porto Alegre o "cartão de visitas" do estado, integrando-se a um amplo programa de reurbanização e higienização da zona central. Enquanto isso, a Escola de Engenharia começava a estruturar o Curso de Agronomia na antiga Chácara das Bananeiras, na divisa com o município de Viamão, lançando as bases para o futuro Campus do Vale. Transformado em Escola de Agronomia, em 1899 foi criado o Curso de Agrimensura. Em 1902 o curso foi transformado em Curso Superior de Agronomia e Veterinária, e em 8 de fevereiro de 1910 foi fundado o Instituto de Agronomia e Veterinária, quando iniciou a construção de uma grande sede nova.

### Criação da universidade

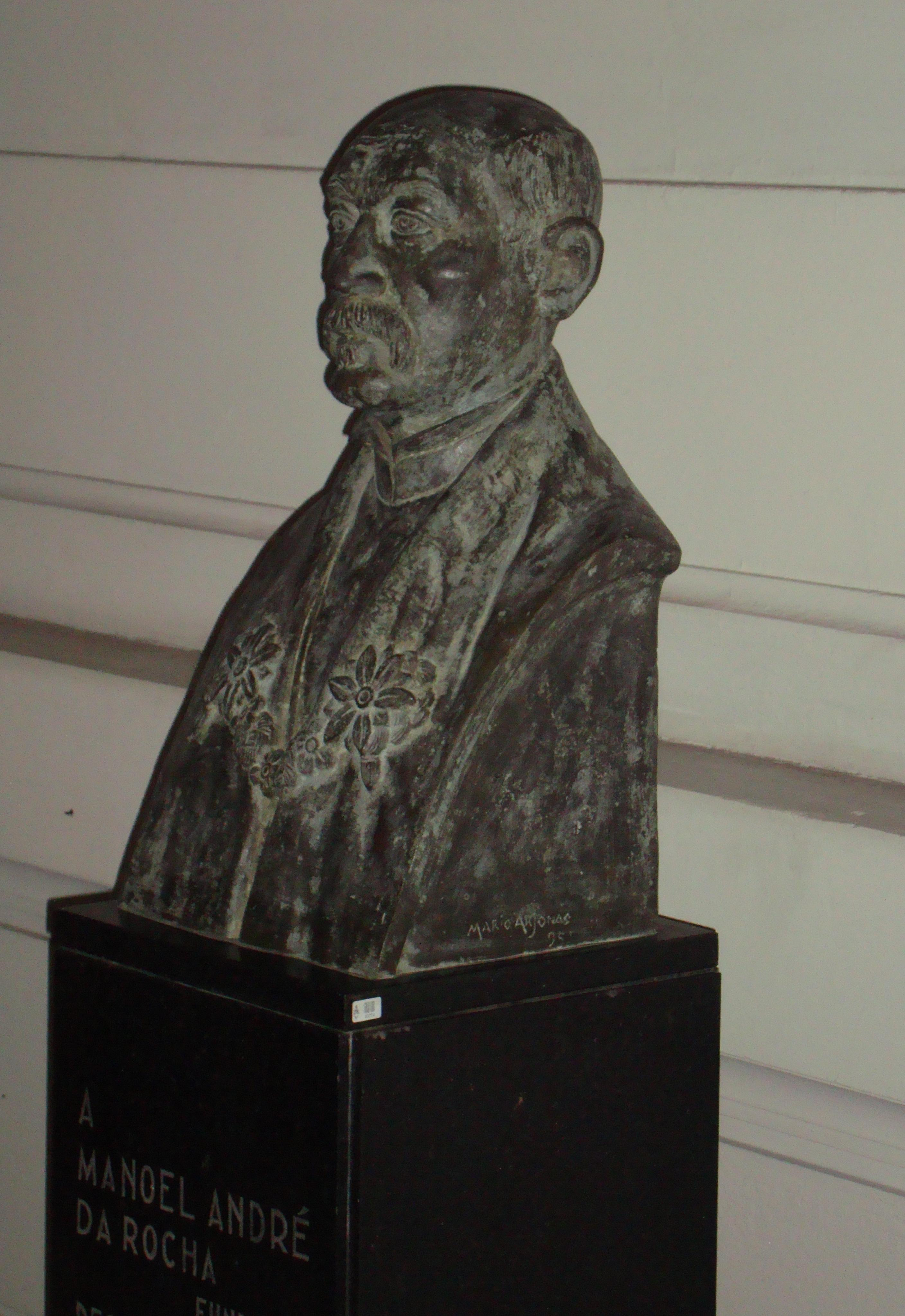
Busto de Manuel André da Rocha, o primeiro reitor

A partir do final da década de 1920 o ensino brasileiro passou por uma reavaliação, e em 1930 a Federação Acadêmica do Rio Grande do Sul propôs a criação de uma universidade "que rompesse com a inércia em que viam emperrado o sistema educacional vigente". As condições para isso foram favorecidas pela ascensão de Getúlio Vargas à presidência da República em 1930, criando o Ministério da Educação e Saúde, que através do Decreto nº 19.851 de 11 de abril de 1931 implantou a chamada Reforma do Ensino, estabelecendo todo um novo conjunto de normas para o funcionamento dos cursos superiores. Em 1932 era fundado o Partido Universitário, que lançou oficialmente o movimento pró-universidade, desencadeando um intenso debate local e ganhando ampla aceitação.
Assim, em 28 de novembro de 1934, através do Decreto Estadual nº 5.758, foi criada a Universidade de Porto Alegre (UPA), a primeira universidade do estado, reunindo as escolas isoladas já existentes, sendo instalada oficialmente em maio de 1936. Seu primeiro reitor foi Manuel André da Rocha, professor da Faculdade de Direito. No mesmo ano foi criada a Faculdade de Educação, Ciências e Letras. Com o golpe do Estado Novo em 1937, que deu a Vargas poderes ditatoriais, André da Rocha renunciou e a administração da universidade entrou em crise, com cinco reitores diferentes nos oito anos seguintes. Apesar da instabilidade, em 1942 foram criados os cursos de Matemática, Física, Química e História Natural, e em 1943 Filosofia, Geografia e História, Letras Clássicas, Letras Neolatinas, Letras Anglo-Germânicas, Pedagogia e Didática.
Com a aprovação de um novo Plano Diretor Municipal na administração do prefeito José Loureiro da Silva (1937-1943), a Redenção teve sua área verde definida legalmente, não podendo ser reduzida. Com isso a ampliação do campus foi inviabilizada, e a universidade se viu obrigada a encontrar novas áreas para acomodar a constante multiplicação de seus departamentos, cursos e corpo discente. Em 1943 foi lançada a pedra fundamental do Hospital de Clínicas, situado no Caminho do Meio, uma área entre as Avenidas Ipiranga e Protásio Alves e a Rua Ramiro Barcelos. Sua construção seria longa e complicada, mas a presença do hospital foi o primeiro passo para a formação do Campus Médico. Atendendo a uma antiga reivindicação, o Decreto-lei nº 736 de 30 de dezembro de 1944 deu à universidade ampla autonomia administrativa, financeira e pedagógica. Até 1946 foram criados os cursos de Arquitetura, Economia e Administração, e em 1947 a UPA foi transformada na Universidade do Rio Grande do Sul, incorporando faculdades de Farmácia, Odontologia e Direito existentes nas cidades de Pelotas e Santa Maria.

### Expansão

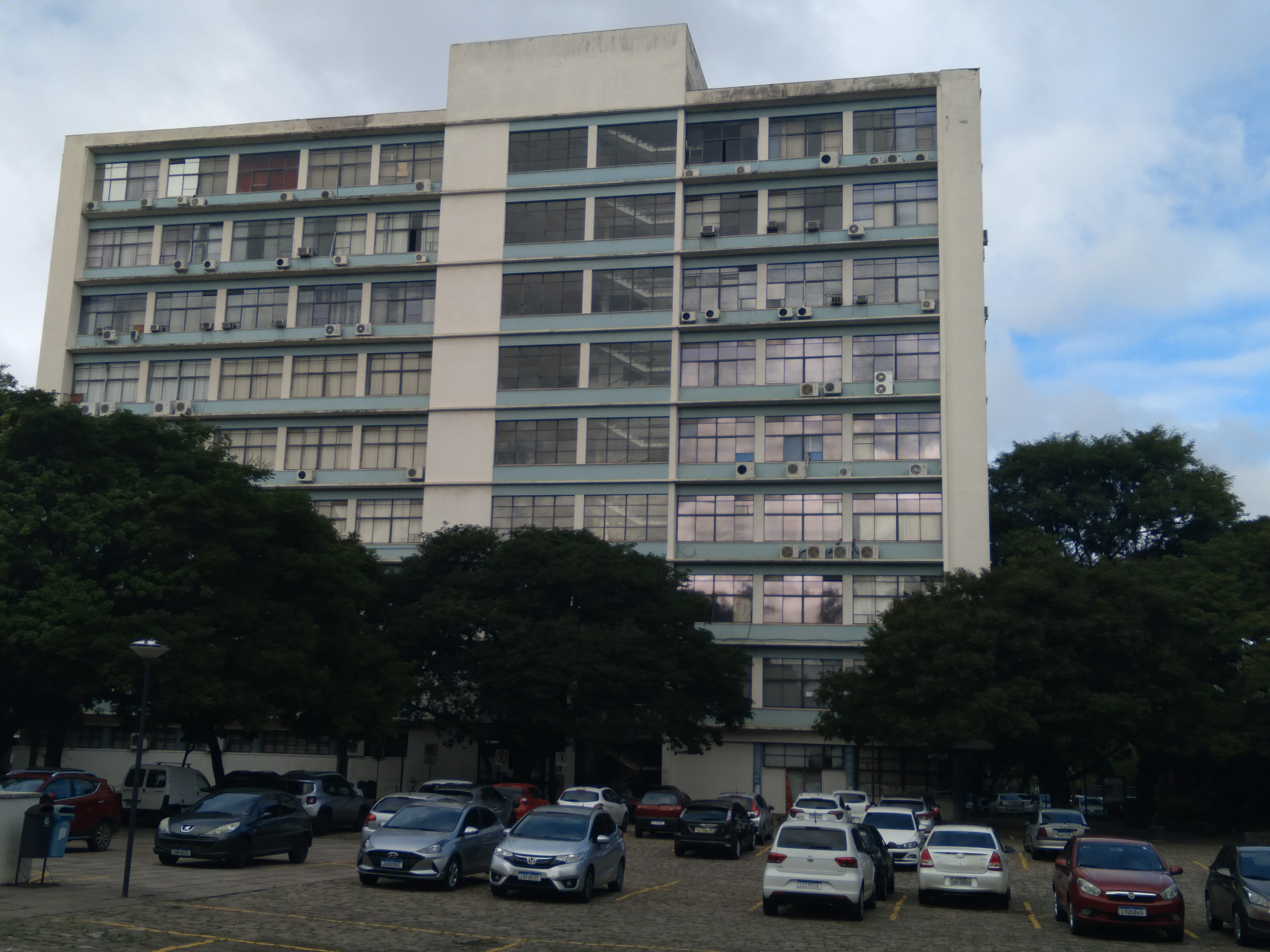
O antigo Colégio de Aplicação, hoje o prédio sedia a Faculdade de Educação

Em 1950, durante a reitoria de Alexandre Martins da Rosa, ameaçada de insolvência, a universidade foi federalizada, tornando-se a moderna Universidade Federal do Rio Grande do Sul, e na gestão do reitor Eliseu Paglioli (1952-1964) foi dado grande impulso às obras e à qualificação do ensino. Sob sua direção foram criados o Colégio de Aplicação, os institutos de Matemática, Pesquisas Hidráulicas, Física, Filosofia, Administração, Sociologia e Política, Biofísica, Bioquímica, Ciências Naturais, Pesquisas Forrageiras, Fisiologia, Tecnologia Alimentar, Microbiologia, o Curso de Urbanismo, as escolas de Artes Dramáticas, Auxiliares de Enfermagem, Geologia e Biblioteconomia, os centros de Pesquisas Oceanográficas e Pesquisas Econômicas, além da Rádio da Universidade, Cinema Educativo, Teatro, Orquestra Sinfônica e Coral Universitário e faculdades de Medicina e Farmácia em Santa Maria, Odontologia e Direito em Pelotas, Colônia de Férias em Tramandaí e o Centro Agronômico em Eldorado do Sul. Segundo Renata Tonioli, "as aspirações de Paglioli foram ao encontro dos interesses desenvolvimentistas do governo federal, fator determinante para o sucesso alcançado".
Essa multiplicação de novos cursos e departamentos exigia acomodação física. Apesar dos limites impostos pelo Plano Diretor, a universidade conseguiu alguns terrenos extras na Redenção para a construção de diversas outras unidades. Até 1964 foram inaugurados no campus os prédios da Faculdade de Filosofia, o Anfiteatro, o Diretório Acadêmico, o Instituto de Ciências Naturais, o Pavilhão de Tecnologia, a Reitoria, o Salão de Atos, a Faculdade de Ciências Econômicas, a Faculdade de Arquitetura, a Engenharia Nova e o Colégio de Aplicação.

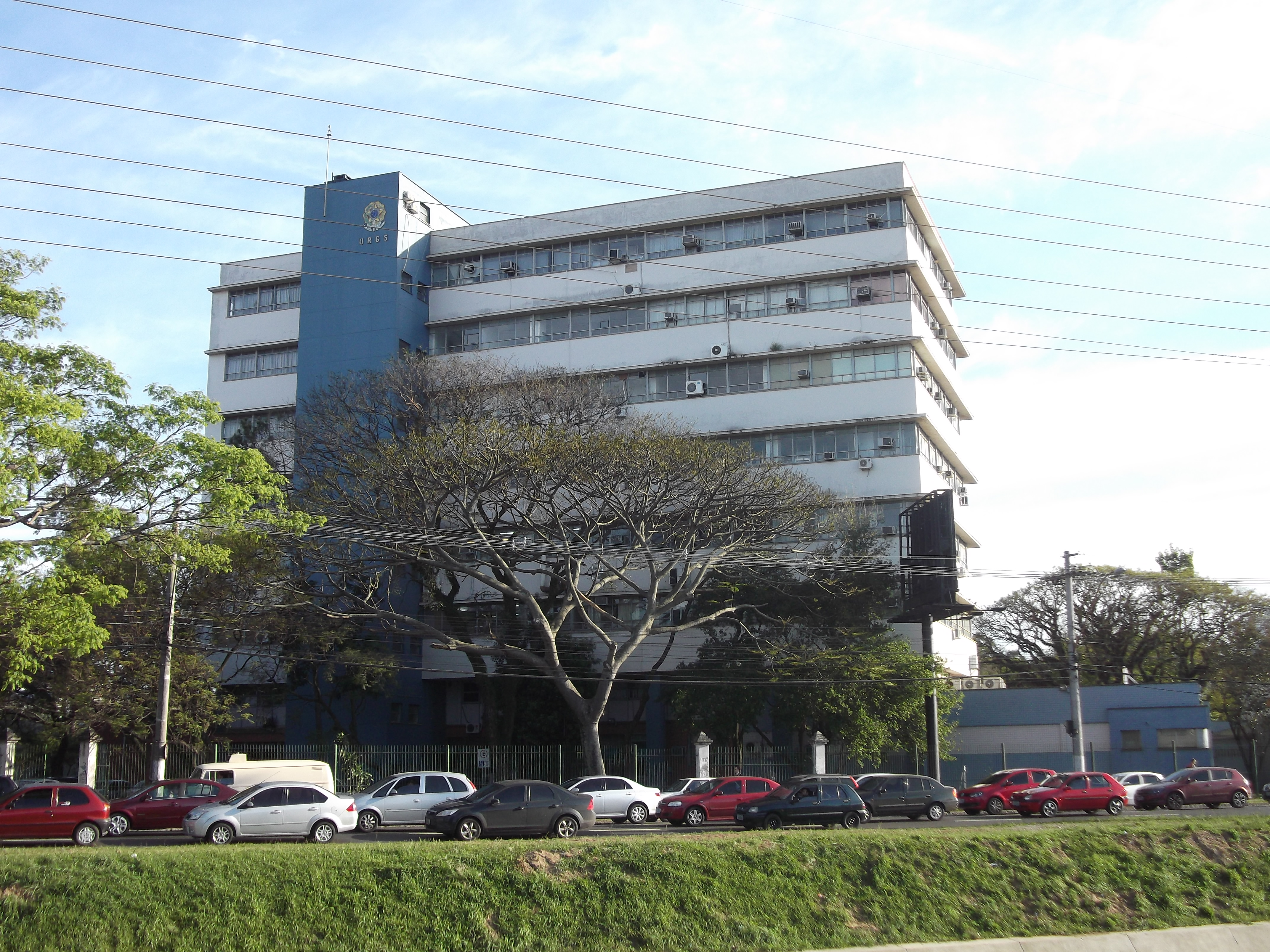
A Faculdade de Farmácia

Também foi adquirida uma área de 20 hectares entre a Avenida Protásio Alves, a Avenida Ipiranga e a Rua Ramiro Barcelos para a instalação do Campus Médico, hoje chamado Campus Saúde, mas o local era alagadiço, requerendo um grande investimento para a viabilização do projeto. Em 1958 a Faculdade de Farmácia era a primeira unidade de ensino a ser inaugurada no Campus Saúde, instalada em um prédio modernista na Avenida Ipiranga nº 2752. Em seu redor seriam instalados ao longo dos anos a Faculdade de Odontologia, o Planetário, a Faculdade de Psicologia, a Faculdade de Biblioteconomia e Comunicação, a Escola de Enfermagem, o Instituto de Ciências Básicas da Saúde, a Casa do Estudante, uma creche, um restaurante universitário, o Centro de Orientação de Seleção Psicotécnica, a Editora e Gráfica e o Centro de Processamento de Dados.

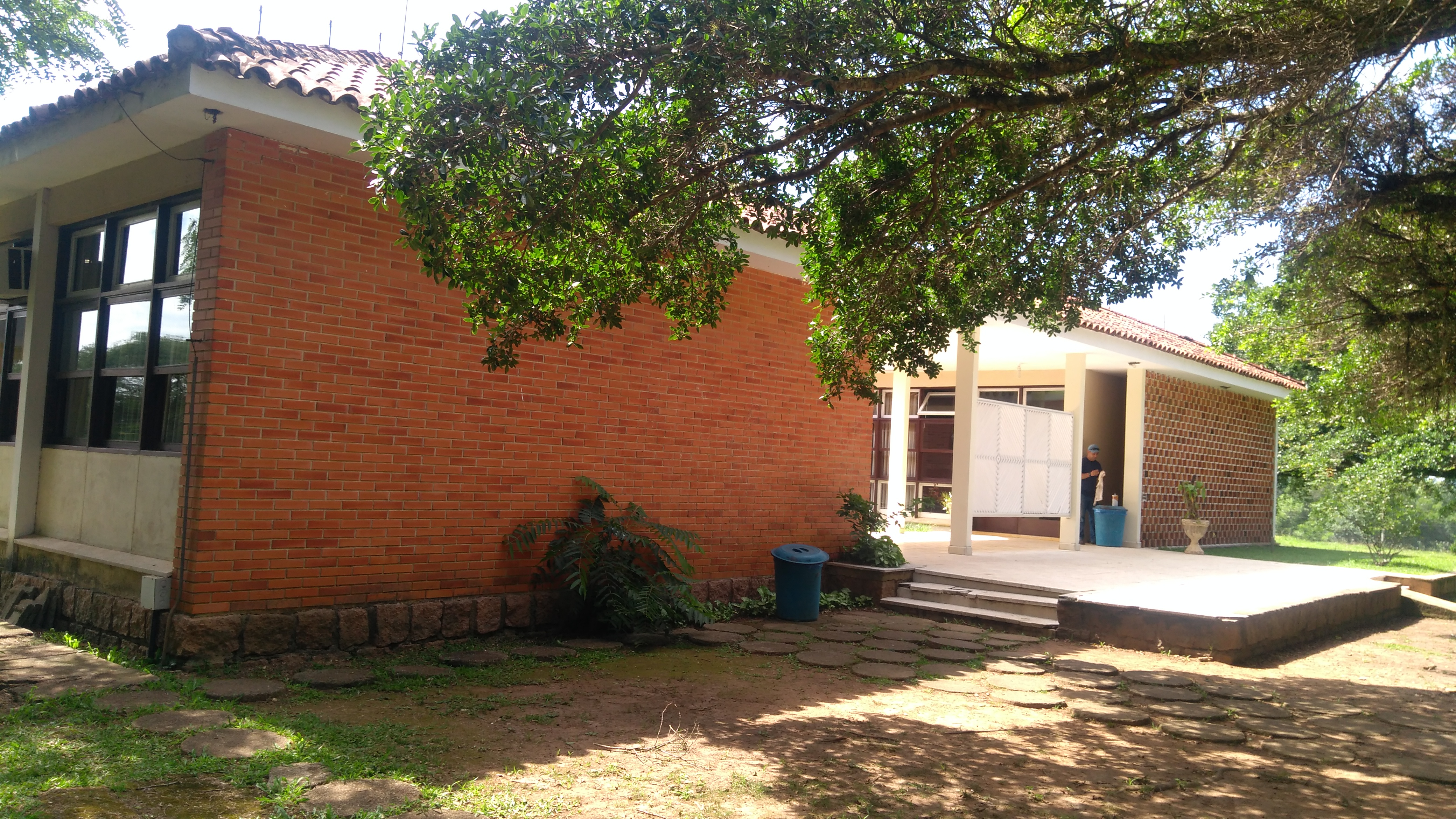
Pavilhões da Estação Experimental Agronômica

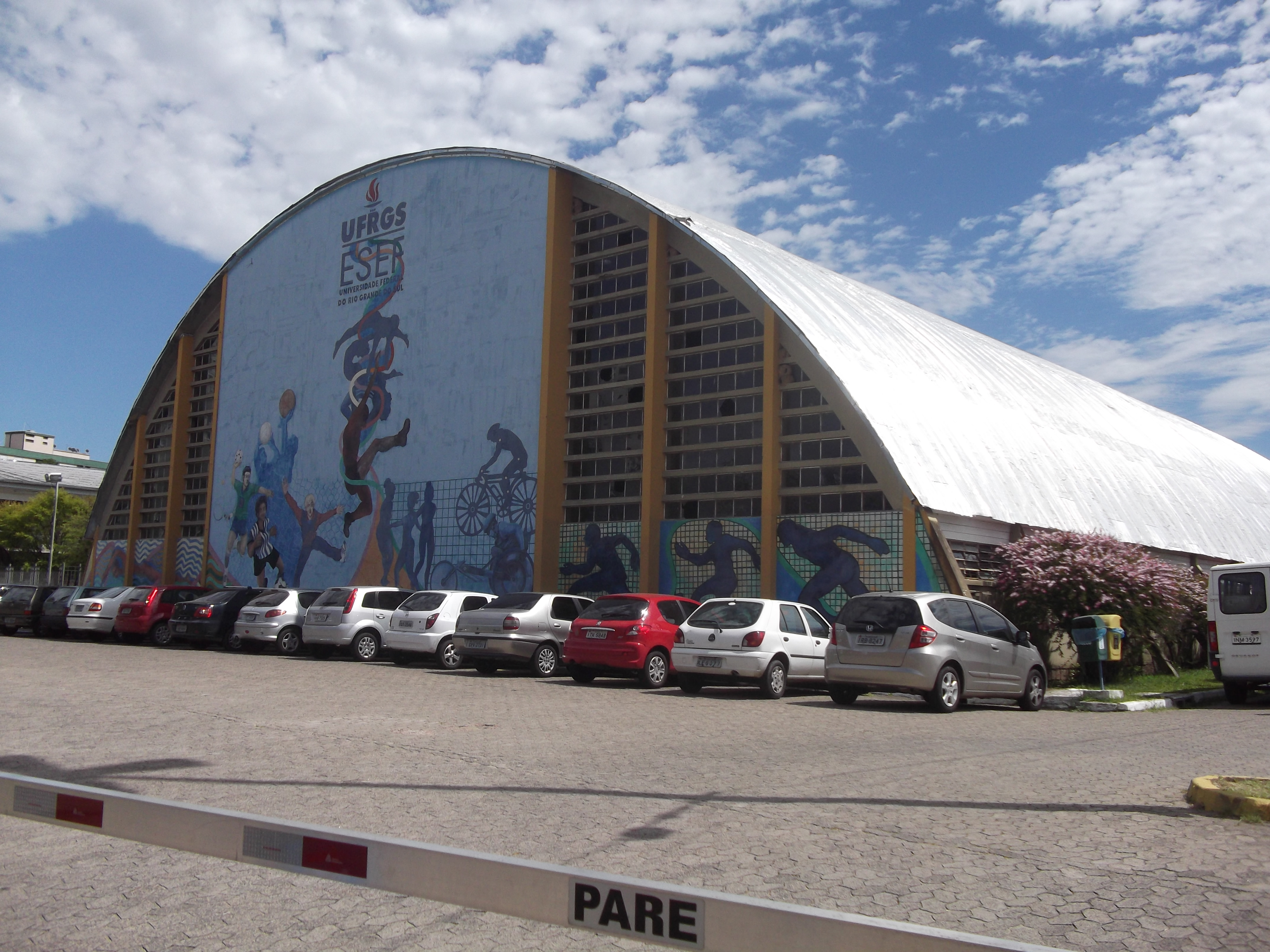
Pavilhão no Campus Olímpico

Enquanto isso, em 1958 iniciaram as obras de ampliação do Campus do Vale, onde desde 1898 funcionava o Curso de Agronomia e Veterinária. Foi um movimento ousado, pois na época ainda não existia transporte público até esta área, na divisa com o município de Viamão, muito distante do centro, e a estrutura de segurança e serviços era quase nula, gerando grande resistência entre alunos, servidores e professores. Em 1960 a UFRGS adquiriu a Fazenda Evangelina no município de Eldorado do Sul para instalar a Estação Experimental Agronômica, e em 1963 inaugurou o novo Campus Olímpico no Bairro Jardim Botânico.
Com a implantação da ditadura militar em 1964, que trouxe censura e repressão aos movimentos sociais, a universidade entrou em uma fase de intensa politização. Nas palavras de Sandra Pesavento, "com o golpe de 31 de março, iniciavam-se os anos autoritários, com
inevitáveis alterações na vida acadêmica. Professores cassados, expurgos, prisões de estudantes, torturas, delatores, aulas vigiadas, controle sobre as entidades acadêmicas estudantis, na mira da repressão".
Através da Lei nº 5.540 de 1968 foi instituída uma nova reforma do ensino superior inspirada em modelos norte-americanos, o que transformou a estrutura administrativa da UFRGS e introduziu o sistema de Departamentos, abolindo o antigo sistema das Cátedras. Ao fim da reforma, a UFRGS tinha os departamentos de Física, Geociências, Matemática, Química, Engenharia, Agronomia, Arquitetura, Ciências Econômicas, Ciência e Tecnologia dos Alimentos, Pesquisas Hidráulicas, Biociências, Enfermagem, Farmácia, Medicina, Odontologia, Veterinária, Educação Física, Filosofia e Ciências Humanas, Biblioteconomia e Comunicação, Direito, Educação, Artes e Letras. Em 1969 foi incorporada a Escola Superior de Educação Física, consolidando o Campus Olímpico. Em 1970 foi criado o Conselho de Ensino, Pesquisa e Extensão, e em 1976 foram instituídas as pró-reitorias.

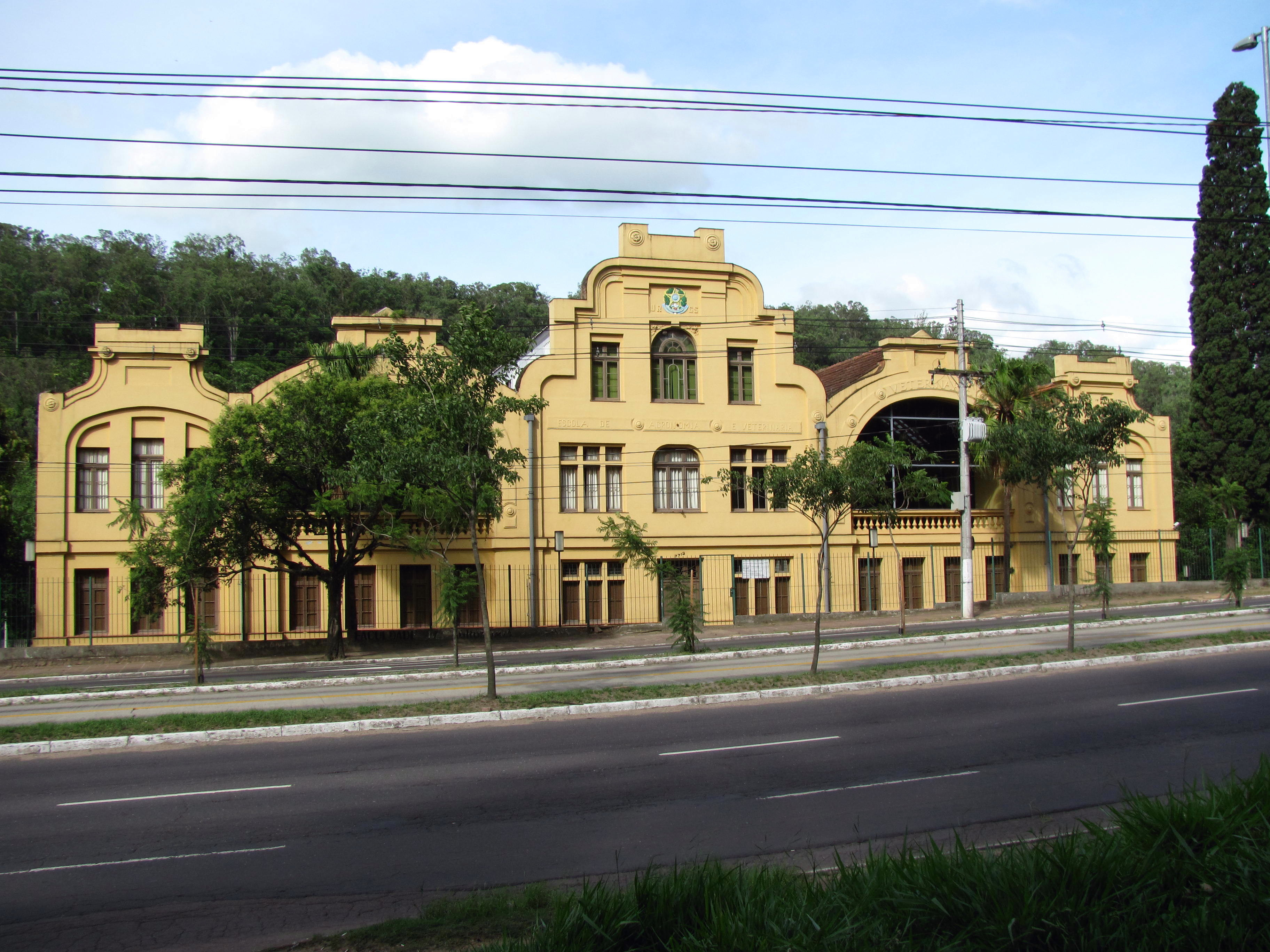
O prédio histórico da Faculdade de Agronomia no Campus do Vale

Ainda em 1976 foi firmado convênio para acelerar as obras no Campus do Vale, possibilitando sua inauguração em 1977, reabilitando as instalações históricas da Agronomia, e construindo prédios novos para o Instituto de Tecnologia de Alimentos, o Instituto de Letras e o Instituto de Filosofia e Ciências Humanas. Mais tarde foram instalados os institutos de Matemática, Química, Biociências, Geociências, Informática e Pesquisas Hidráulicas, os centros de Ecologia, Biotecnologia, Tecnologia, Diagnóstico em Patologia Aviária, Hidrologia Aplicada e Microscopia, o Instituto Latino Americano de Estudos Avançados, o Centro Estadual de Pesquisa em Sensoriamento Remoto e Meteorologia, o Colégio de Aplicação, o Observatório Astronômico, a Brinquedoteca, além de setores dos cursos de Zoologia, Botânica, Biotecnologia, Biofísica e Genética, contando, ainda, com restaurante universitário, lanchonetes, posto bancário e outros serviços.
As décadas de 1960 e 1970 foram marcadas por diversos avanços, mas também por turbulências e incertezas. Foi um período de lutas políticas e muitas greves e protestos de estudantes e professores. Com o fracasso do "milagre brasileiro", num contexto de crise econômica, crise política e descontentamento geral na sociedade, na década de 1980 iniciava o processo de redemocratização do país, quando vários professores e servidores perseguidos pelos militares foram reabilitados e reintegrados em suas funções. Em 1983 foi inaugurado o Centro de Estudos Costeiros, Limnológicos e Marinhos no município de Tramandaí, a base para a futura formação do Campus Litoral Norte.

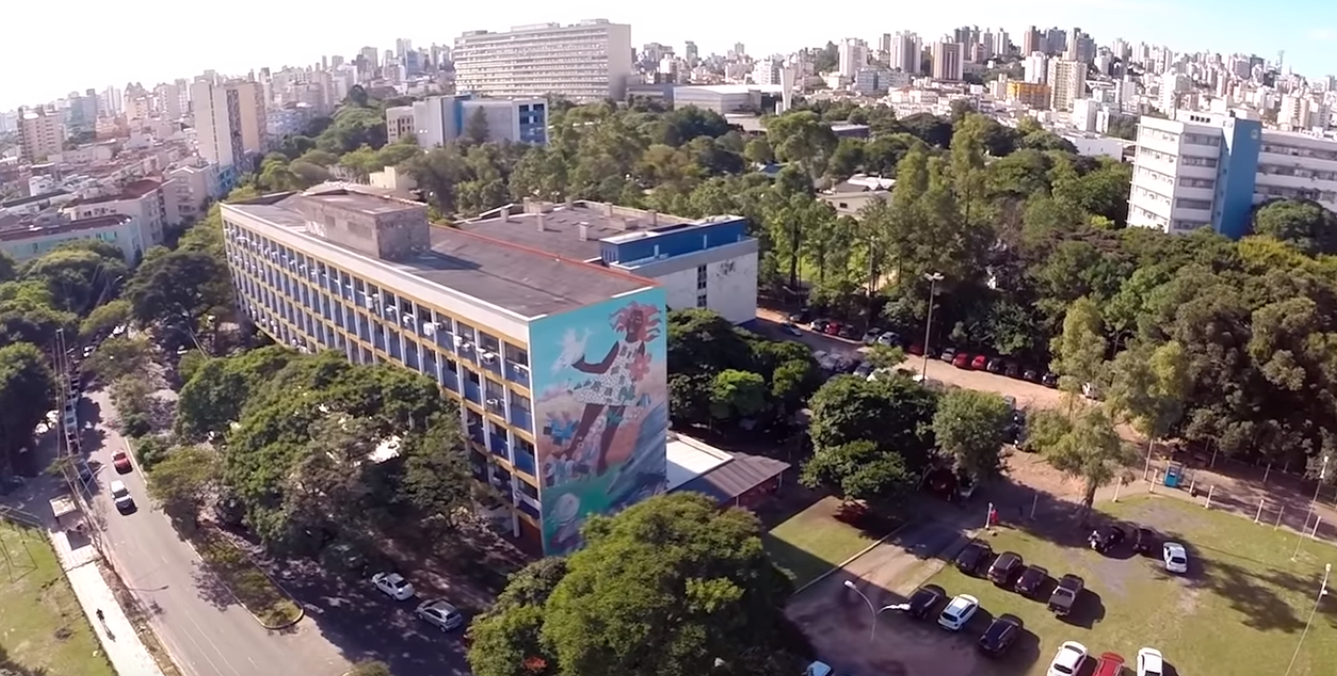
O Campus Saúde

Na década de 1990, afetada por políticas econômicas governamentais, a universidade enfrentou problemas sérios de financiamento, atrasando obras, dificultando a manutenção das estruturas físicas e as atividades acadêmicas, e prejudicando o atingimento de muitas metas. Apesar disso, vários prédios novos foram concluídos até o fim do século XX, como a Escola Técnica e a Faculdade de Medicina no Campus Saúde e o novo Colégio de Aplicação no Campus do Vale, permitindo uma redistribuição de funções nos edifícios do sempre superlotado Campus Centro. Neste período o Campus do Vale sofreu grande ampliação em sua estrutura construída. Com a entrada da reitora Wrana Panizzi em 1996, passou a ser dada grande ênfase na recuperação do patrimônio histórico edificado e na consolidação da universidade como um centro de cultura para o grande público.

### Contemporaneidade

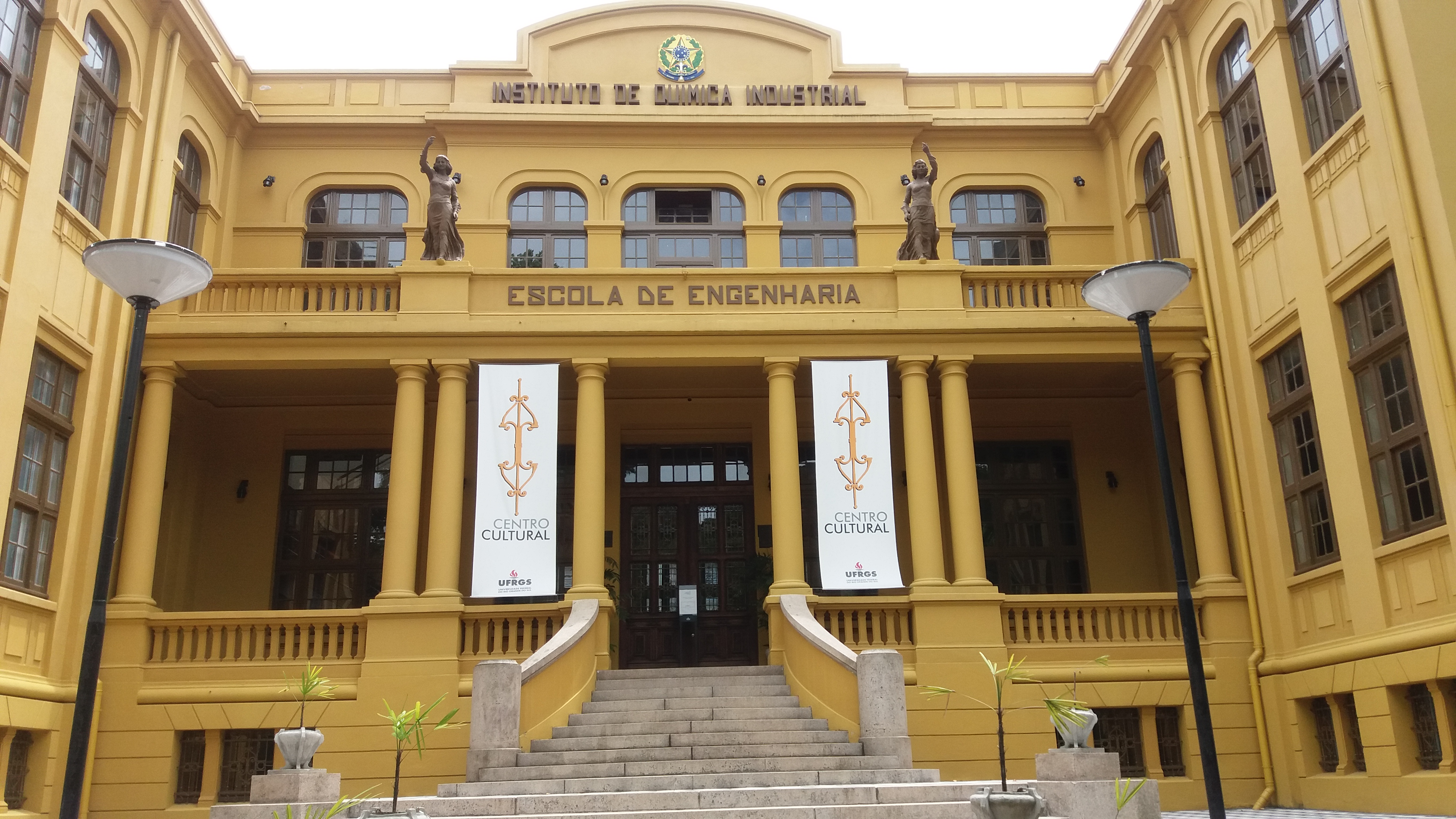
O Centro Cultural da UFRGS, instalado no antigo Instituto de Química

Em 1999 foi lançado o Projeto Resgate do Patrimônio Histórico e Cultural, objetivando conservar o seu valioso patrimônio arquitetônico e requalificar sua vasta área construída, na tentativa de amenizar a crônica carência de espaço físico que a universidade enfrenta em razão da sua constante expansão. Também esteve entre os objetivos do projeto oferecer novos recursos educativos e culturais para a comunidade. No ano seguinte a universidade criou a Secretaria de Patrimônio Histórico para coordenar as ações, e para depois manter um programa permanente de conservação das estruturas e desenvolvimento de atividades culturais e educativas, além de transformar o antigo Instituto de Química em um Centro Cultural, oferecendo para a população em geral uma programação diversificada que inclui cursos, apresentações artísticas, exposições, palestras, encontros, eventos e visitas guiadas pelos prédios históricos, com três deles servindo como museus.

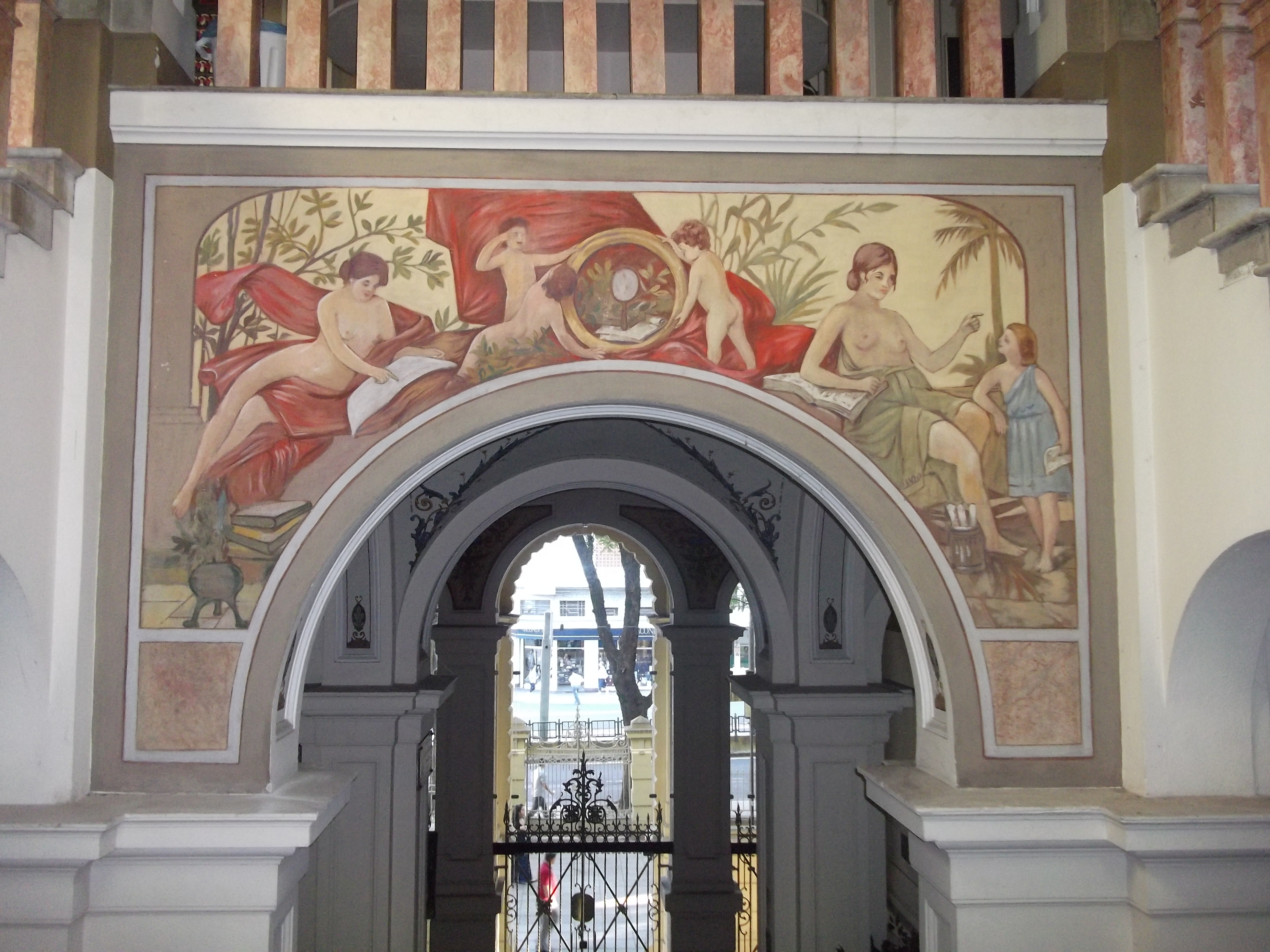
Pinturas murais na Faculdade de Direito

Em 2009 foi lançada a ideia da construção de um campus no litoral, a partir do desejo expresso das comunidades litorâneas. Com recursos do Ministério da Educação e Cultura, o projeto foi desenvolvido a partir de 2011 e em dezembro de 2014 era inaugurado em Tramandaí o Campus Litoral Norte, oferecendo Bacharelado Interdisciplinar em Ciência e Tecnologia e Licenciatura em Educação. Em 2024 oferecia 12 cursos de graduação e 3 de pós-graduação, vários deles na modalidade de Educação à Distância.
Uma das mais antigas universidades públicas brasileiras, nas últimas décadas a UFRGS tem se mantido consistentemente entre as melhores universidades do Brasil, muitos anos sendo a primeira colocada na categoria das universidades públicas, e permanece em continua expansão. Desde sua origem vem exercendo um impacto expressivo na sociedade gaúcha, não apenas em termos educativos, mas também científicos, sociais, humanísticos, políticos, tecnológicos, artísticos e culturais, sendo um grande centro de investigação, debate, transmissão e irradiação de ideias, filosofias e conhecimentos. Por essa importância, a história da universidade tem sido bastante estudada.

## Estrutura

### Física

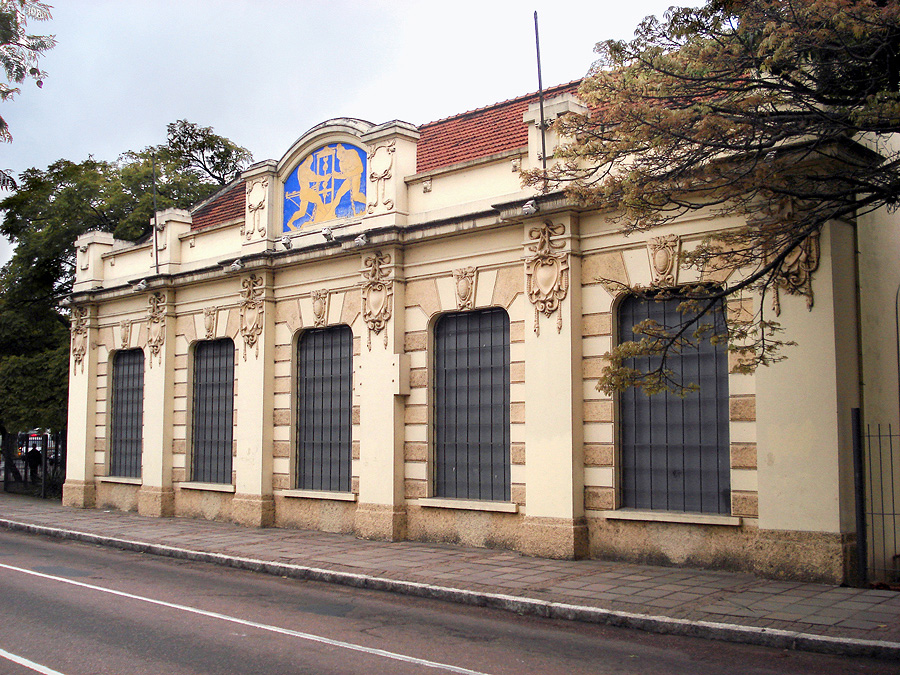
Museu da UFRGS, no Campus Central

Em 2023 a UFRGS contava com 483 prédios para suas atividades, totalizando uma área construída de cerca de 370.000 m2, distribuída nos municípios de Porto Alegre, Eldorado do Sul, Gramado, Tramandaí, Imbé e Capão Novo. Em Porto Alegre, a universidade se organiza em quatro campi: Centro, Saúde, Olímpico e Vale, além de ocupar alguns edifícios avulsos em outros locais da cidade.
Em 2023 dispunha de 1.244 laboratórios, 142 bibliotecas, uma delas depositária da UNESCO, 3 museus, um Centro Cultural, 31 anfiteatros, 71 auditórios, 53 refeitórios, 508 alojamentos, 4 ginásios esportivos, Hospital, Editora, Centro de Teledifusão com jornal, rádio e TV, dois observatórios astronômicos, Planetário, Centro de Processamento de Dados, portal na internet, repositório digital da produção científica, 3 casas do estudante, 6 restaurantes universitários, 2 colônias de férias e diversos outros centros.

### Administrativa
Seu orçamento em 2023 foi de R$ 2.183.584.979,00 (2,18 bilhões de reais). Sua estrutura administrativa assim estava dividida:
Administração superior
- Reitoria
- Pró-Reitoria de Graduação
- Pró-Reitoria de Pós-Graduação
- Pró-Reitoria de Coordenação Acadêmica
- Pró-Reitoria de Pesquisa
- Pró-Reitoria de Extensão
- Pró-Reitoria de Planejamento
- Pró-Reitoria de Assuntos Estudantis
- Pró-Reitoria de Inovação
- Pró-Reitoria de Relações Institucionais
- Superintendência de Gestão de Pessoas
- Superintendência de Infraestrutura
- Secretaria de Educação à Distância
- Secretaria de Avaliação Institucional
- Secretaria de Comunicação Social
- Secretaria de Relações Internacionais
- Coordenadoria de Ações Afirmativas
- Centro de Processamento de Dados
- Controladoria

Estrutura de Governança
- Conselho Universitário
- Conselho de Ensino, Pesquisa e Extensão
- Conselho de Curadores
- Comitê de Governança, Riscos e Controles
- Comitê de Governança Digital
- Conselho Consultivo de Gestão
- Grupo de Processos
- Ouvidoria/Unidade Gestora de Integridade

## Reitoria

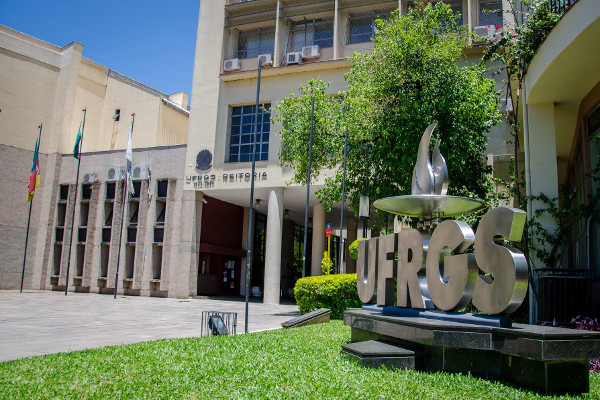
Entrada da Reitoria

A escolha do reitor na UFRGS ocorre através de um processo em três etapas. Inicialmente, são submetidas chapas de candidatos ao Conselho Universitário (CONSUN), a instância superior da instituição. Posteriormente, ocorre uma consulta à comunidade acadêmica, que elabora uma lista tríplice, a qual é votada no CONSUN e encaminhada para escolha do presidente da República, conforme decreto de 1996. Desde então, o primeiro colocado na consulta à comunidade acadêmica sempre havia sido nomeado reitor, sendo esses os casos de Wrana Panizzi, José Carlos Ferraz Hennemann, Carlos Alexandre Netto e Rui Vicente Oppermann.
Em 2020, após a votação na universidade ter dado vitória para a chapa de Rui Oppermann e Jane Tutikian, o presidente Jair Bolsonaro nomeou Carlos André Bulhões e Patrícia Pranke, os menos votados entre os concorrentes, como reitor e vice-reitora, respectivamente. A decisão foi tomada por pressão dos deputados federais Bibo Nunes, e Ubiratan Sanderson, o deputado estadual Ruy Irigaray, os três do PSL, e do senador Luís Carlos Heinze, filiado ao PP. Conforme Irigaray, a decisão de nomear o menos votado explica-se pelo objetivo de combater um suposto "aparelhamento ideológico" não comprovado pelo deputado. Oppermann e Tutikian divulgaram nota no dia em que Bulhões e Pranke foram oficialmente nomeados, observando que o governo federal havia decidido pela "proposta amplamente derrotada para estar à frente da UFRGS" nos quatro anos seguintes.
A decisão gerou protestos de professores, técnico-administrativos e professores, que qualificaram a nomeação de Bulhões como uma intervenção na universidade. Em resposta, Bulhões afirmou que considera que a sua nomeação se deu seu currículo e sua trajetória acadêmica e administrativa. Ao aceitar a nomeação do governo federal, Bulhões disse ter se "equivocado" quando afirmou, durante a campanha eleitoral, o "desejo de respeitar" o resultado do pleito interno no qual acabou sendo derrotado. O mandato de Bulhões encerrou em 21 de setembro de 2024, dando lugar a Márcia Barbosa como reitora e Pedro Costa como vice-reitor.

## Ensino

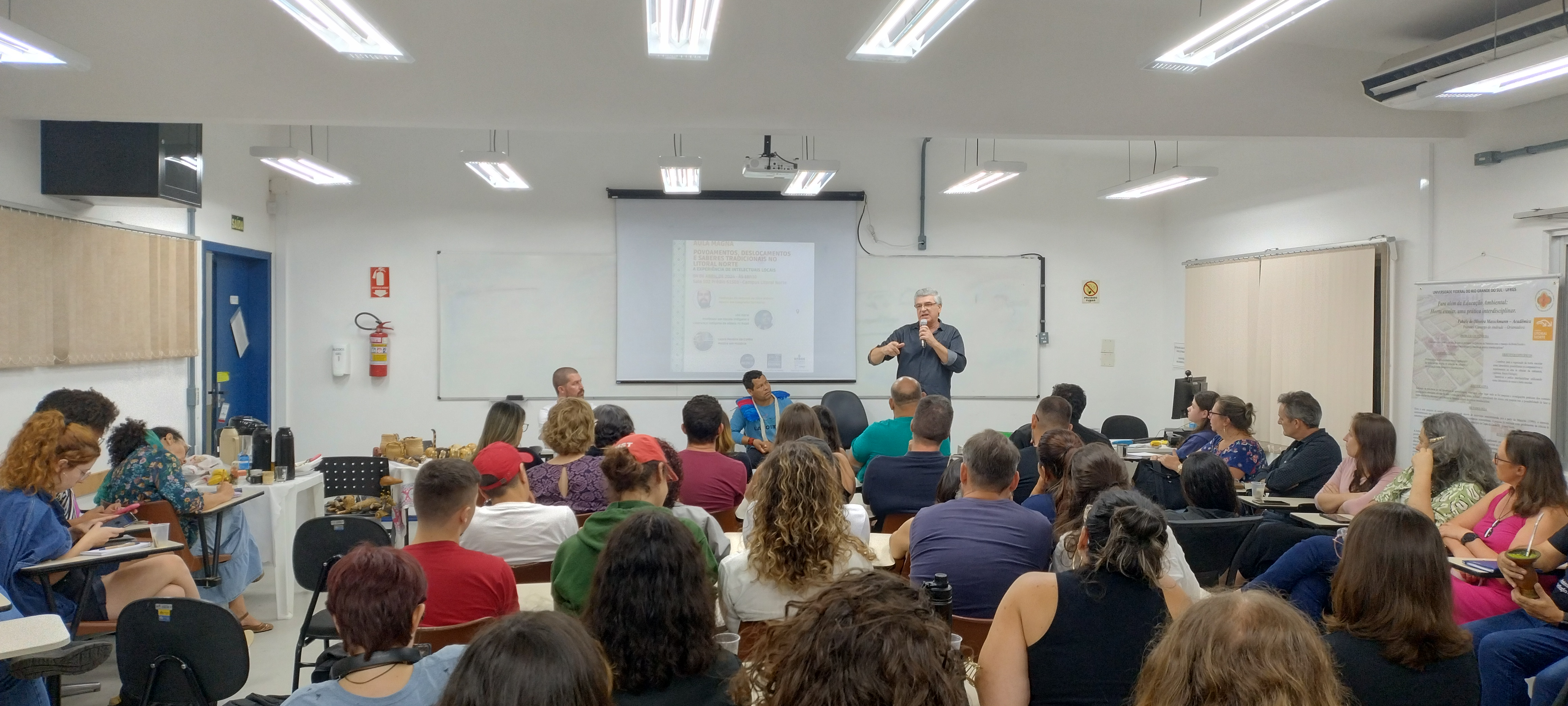
Aula magna no Campus Litoral Norte, 2024

Em 2023 a universidade oferecia 94 cursos de Graduação presenciais e 2 à distância, com 31.638 alunos matriculados no 1º semestre. Na área das pós-graduações havia 83 cursos de Mestrado Acadêmico, com 6.779 alunos; 6 cursos de Mestrado Profissional, com 580 alunos, e 73 cursos de Doutorado, com 6.227 alunos. As áreas de abrangência eram Artes; Ciências Biológicas, Naturais e Agrárias; Comunicação e Informação; Economia, Gestão e Negócios; Engenharia e Arquitetura; Ciências Exatas e Tecnológicas; Ciências Humanas e Sociais; Saúde. A instituição contava com 2.970 professores e 2.337 técnicos administrativos, e mantinha 985 grupos de pesquisa.
Em 2017 a Universidade tinha 16 cursos de pós-graduação avaliados com nota máxima (7) na avaliação da CAPES, e em 2022 haviam sido adicionados à lista os cursos de Antropologia Social, Ciências Veterinárias, Engenharia Elétrica e História, totalizando 20 com classificação máxima.
Em 2023 as unidades acadêmicas eram:
Campus Centro
- Escola de Administração
- Escola de Engenharia
- Faculdade de Arquitetura
- Faculdade de Ciências Econômicas
- Faculdade de Direito
- Faculdade de Educação
- Instituto de Artes

Campus Saúde
- Escola de Enfermagem
- Faculdade de Farmácia
- Faculdade de Medicina
- Faculdade de Odontologia

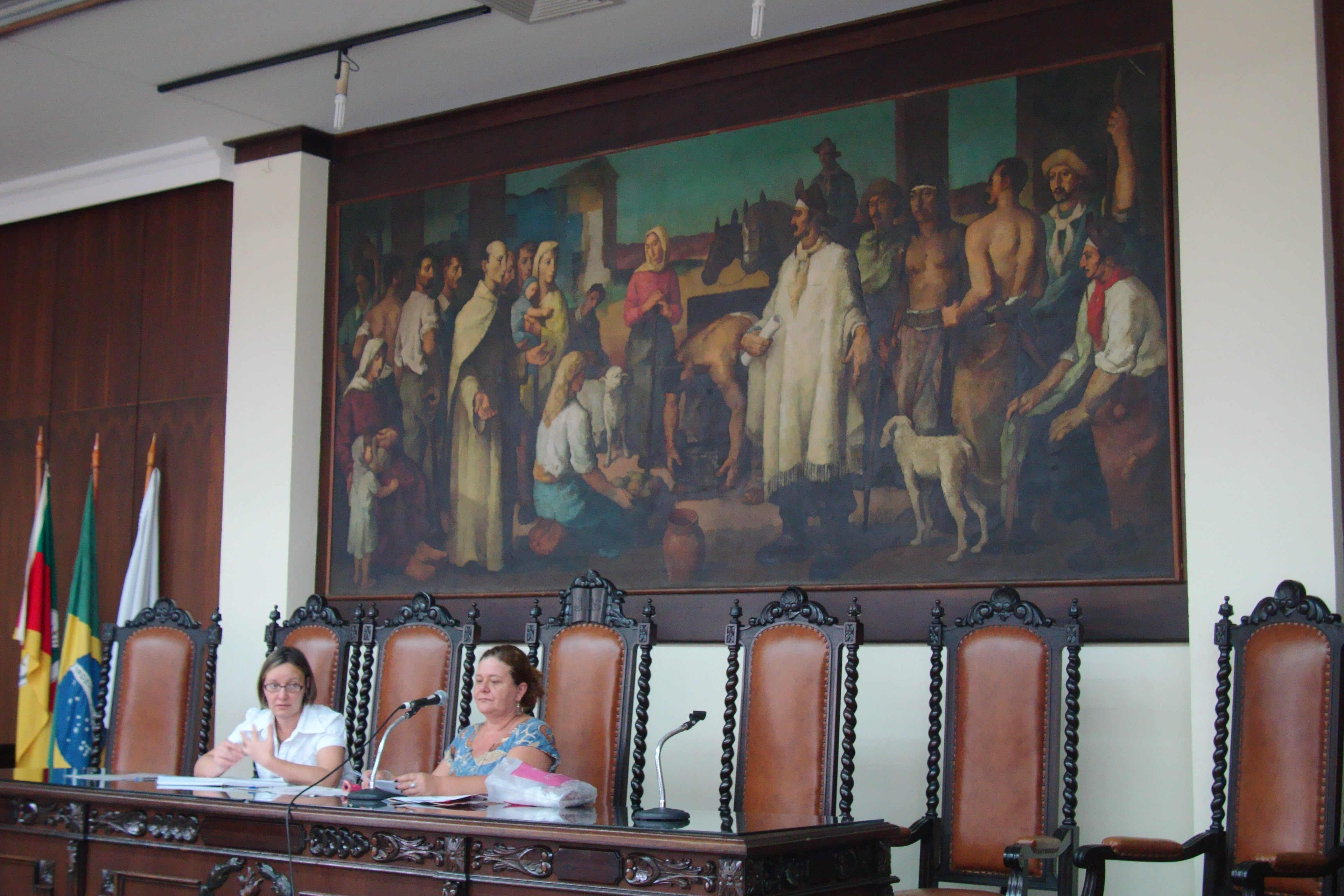
Salão Nobre da Faculdade de Direito no Campus Centro

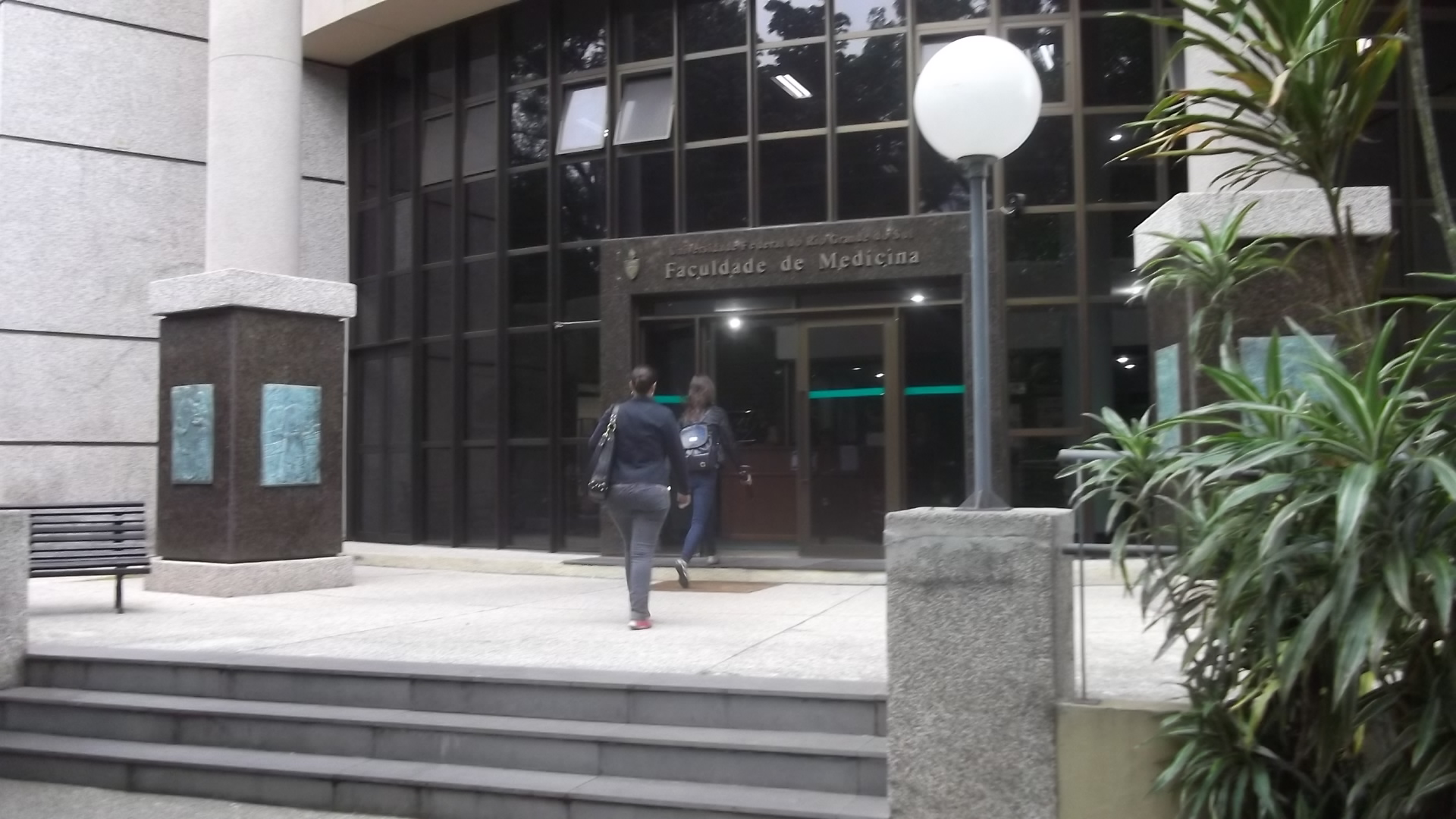
Entrada da nova Faculdade de Medicina no Campus Saúde

- Faculdade de Biblioteconomia e Comunicação
- Instituto de Ciências Básicas da Saúde
- Instituto de Psicologia, Serviço Social, Saúde e Comunicação Humana

Campus do Vale
- Faculdade de Agronomia
- Faculdade de Veterinária
- Instituto de Biociências

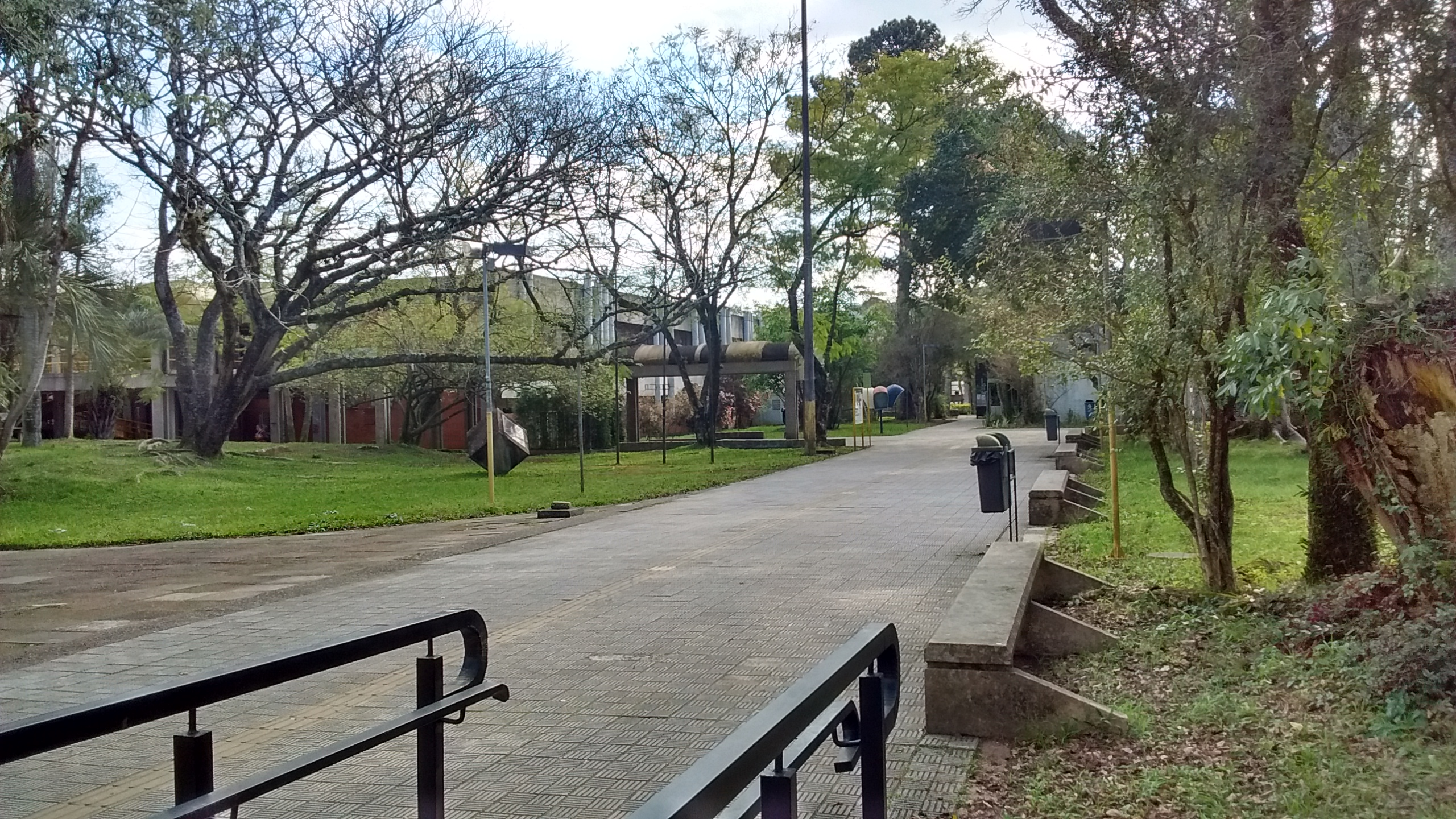
Alameda no Campus do Vale

- Instituto de Ciências e Tecnologia de Alimentos
- Instituto de Filosofia e Ciências Humanas
- Instituto de Física
- Instituto de Geociências
- Instituto de Informática
- Instituto de Letras
- Instituto de Matemática e Estatística
- Instituto de Pesquisas Hidráulicas
- Instituto de Química
- Colégio Aplicação

Campus Olímpico
- Escola de Educação Física, Fisioterapia e Dança

Campus Litoral Norte
- Setores dos departamentos de Ciências Biológicas, Ciências Sociais, Ciência e Tecnologia, Engenharia, Informática, Geografia, Educação e Administração.[26]

### Extensão universitária
Uma parte importante das atividades educativas da universidade é as de extensão, divulgando conhecimento e cultura entre o público leigo e buscando dar-lhe subsídios "que lhe permitam dar respostas permanentes às suas demandas e anseios, reiterando o compromisso social da instituição, como forma de inserção nas ações de promoção e garantia dos valores democráticos de igualdade, desenvolvimento social e inclusão". A programação atende todas as idades e inclui seminários, palestras, exposições, apresentações de música, cinema e teatro, oficinas, bolsas de estudo, cursos em Comunicação, Meio Ambiente, Saúde, Educação, Tecnologia, Direito e outras áreas, e projetos interdisciplinares de apoio a excluídos e marginalizados. Em 2023 foi alcançado um público de 47.325 pessoas, envolvendo a colaboração de 2.444 professores, 9.638 alunos, 796 técnicos administrativos e 3.470 terceirizados.

### Outros órgãos
A UFRGS conta com os seguintes órgãos adicionais:
Órgãos suplementares
- Biblioteca Central
- Centro de Microscopia e Microanálise
- Centro de Processamento de Dados
- Centro de Teledifusão Educativa
- Centro Nacional de Supercomputação
- Centro Técnico de Inovação Pedagógica e Educação a Distância.
- Cinema e Teatro
- Editora
- Instituto do Patrimônio Histórico-Cultural
- Instituto Latino-Americano de Estudos Avançados
- Museu

Órgãos auxiliares
- Centro de Documentação e Acervo Digital da Pesquisa, vinculado à Faculdade de Biblioteconomia e Comunicação
- Centro de Ecologia, vinculado ao Instituto de Biociências
- Centro de Empreendimentos em Informática, vinculado ao Instituto de Informática
- Centro de Estudos Costeiros, Limnológicos e Marinhos, vinculado ao Departamento Interdisciplinar
- Centro de Estudos de Geologia Costeira e Oceânica, vinculado ao Instituto de Biociências
- Centro de Estudos e Pesquisas Econômicas, vinculado à Faculdade de Ciências Econômicas
- Centro de Estudos e Pesquisas em Administração, vinculado à Escola de Administração
- Centro de Estudos em Petrologia e Geoquímica, vinculado ao Instituto de Geociências
- Centro de Estudos Linguísticos e Literários, vinculado ao Instituto de Letras
- Centro de Gestão e Tratamento de Resíduos Químicos, vinculado ao Instituto de Química
- Centro de Investigação de Gondwana, vinculado ao Instituto de Geociências
- Centro de Pesquisas em Odontologia Social, vinculado à Faculdade de Odontologia
- Centro de Reprodução e Experimentação de Animais de Laboratório, vinculado ao Instituto de Ciências Básicas da Saúde
- Centro de Tecnologia, vinculado à Escola de Engenharia
- Centro Interdisciplinar de Pesquisa e Atenção em Saúde, vinculado ao Instituto de Psicologia.
- Centro Interdisciplinar em Sociedade, Ambiente e Desenvolvimento, vinculado à Faculdade de Ciências Econômicas
- Centro Olímpico, vinculado à Escola de Educação Física, Fisioterapia e Dança
- Centro Polar e Climático, vinculado ao Instituto de Geociências
- Clínica de Atendimento Psicológico, vinculada ao Instituto de Psicologia
- Estação Biológica, vinculada ao Instituto de Biociências
- Estação Experimental Agronômica, vinculada à Faculdade de Agronomia
- Et alii Acervo, Documentação e Pesquisa em Artes, vinculado ao Instituto de Artes
- Hospital de Clínicas Veterinárias, vinculado à Faculdade de Veterinária
- Incubadora Tecnológica Hestia, vinculada à Escola de Engenharia e ao Instituto de Física
- Laboratório de Pesquisa do Exercício, vinculado à Escola de Educação Física, Fisioterapia e Dança
- Observatório Astronômico, vinculado ao Instituto de Física
- Serviço de Pesquisa e Preparação Profissional, vinculado à Faculdade de Direito

Centros de Estudos Interdisciplinares
- Centro de Biotecnologia
- Centro de Estudos Interdisciplinares em Agronegócios
- Centro de Estudos Internacionais sobre Governo
- Centro de Nanotecnologia
- Centro Estadual de Pesquisas em Sensoriamento Remoto e Meteorologia
- Centro Interdisciplinar de Novas Tecnologias em Educação
- Centro Universitário de Estudos e Pesquisas sobre Desastres

## Pesquisa

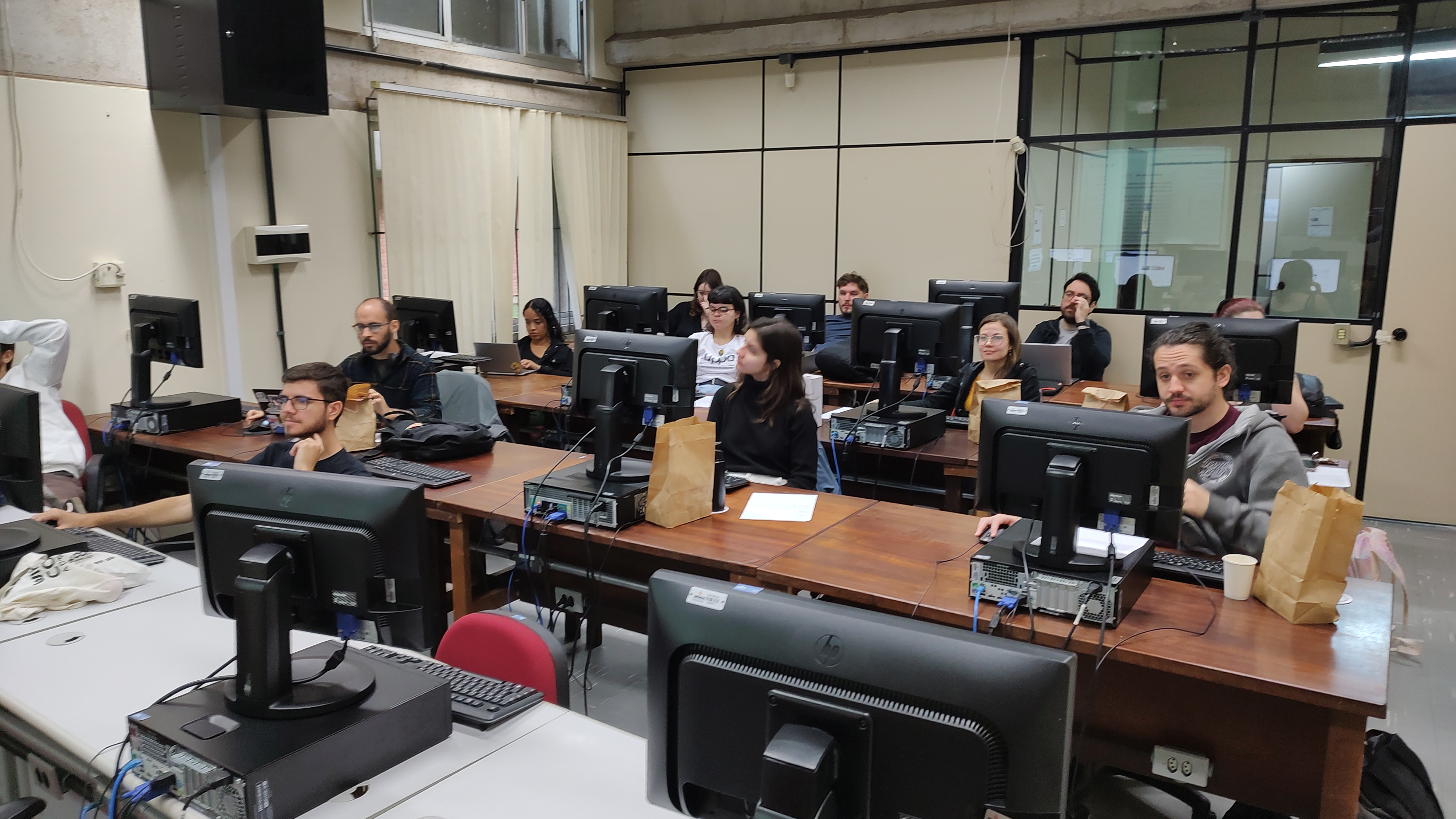
Atividades do Laboratório de Estudos Sobre os Usos Políticos do Passado

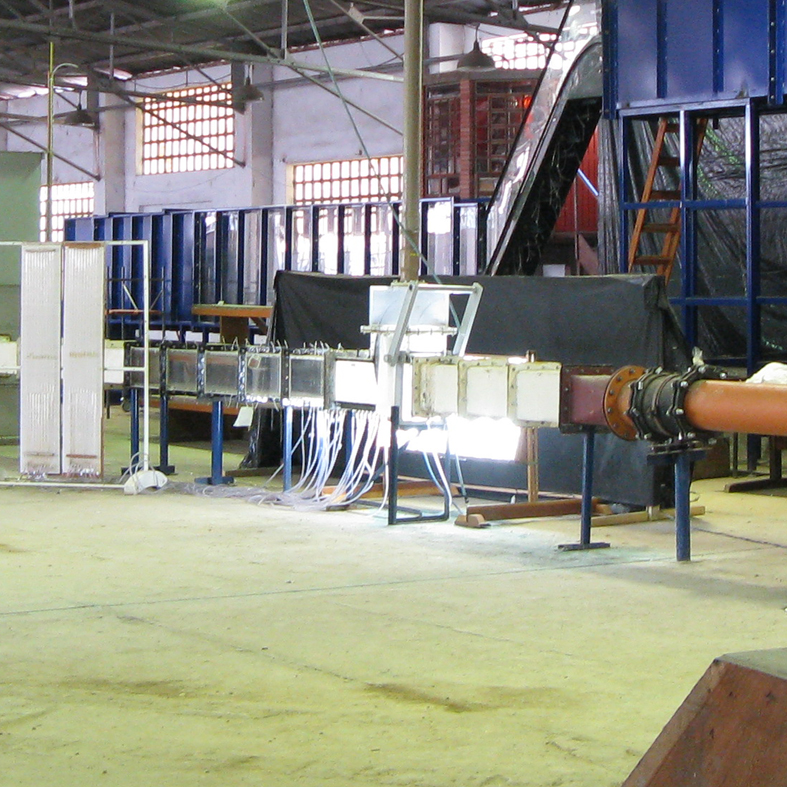
Detalhe do Laboratório de Obras Hidráulicas no Campus do Vale

O desenvolvimento da pesquisa pura e aplicada tem sido um dos objetivos da universidade desde sua fundação, em 1975 foram lançados os primeiros programas de iniciação científica para os alunos das graduações, destinados a estimular o espírito investigativo nos estudantes e formar recursos humanos para os grupos formais de pesquisa, e desde a década de 1990 a universidade tem feito grandes investimentos em todas as áreas de pesquisa, acompanhando a expansão dos cursos de pós-graduação com conceito CAPES 5 ou superior.
A instituição mantinha 873 grupos de pesquisa em 2016, e em 2023 eram 985 grupos, envolvendo 2.438 professores, 170 técnicos, 2.155 alunos, 38 pesquisadores visitantes, 176 pesquisadores convidados e 551 bolsistas do CNPq. A inovação e o desenvolvimento tecnológico são as áreas que mais se destacam na pesquisa por se transformarem em aplicações, principalmente em Química, Física, Biociências, e Engenharias.
Segundo Cassel Neto, "a qualidade da pesquisa desenvolvida é um dos pilares para a manutenção da UFRGS como uma das principais instituições de ensino superior do país e também contribui para seu reconhecimento internacional". Em 2022 foi classificada com uma alta pontuação no respeitado QS World University Rankings da consultoria britânica Quacquarelli Symonds, com 99,6 pontos (de um total de 100) no quesito rede de pesquisa internacional, 99,8 no quesito professores com doutorado e 97,1 em produção científica.

## Vestibular
O concurso vestibular da Universidade Federal do Rio Grande do Sul ocorre anualmente, em Porto Alegre e em cidades do interior do estado do Rio Grande do Sul. Até o concurso para o ano de 2020, as provas eram aplicadas no mês de janeiro do ano de ingresso, mas foram adiantadas para datas entre o final de novembro e início de dezembro do ano anterior. A Comissão Permanente de Seleção é responsável pela aplicação do vestibular da UFRGS.

### Sistema de cotas
Na reunião do Conselho Universitário (Consun) da universidade de 29 de junho de 2007, foi aprovado um sistema de cotas para ingresso no vestibular. O sistema reserva 30% das vagas de cada curso da universidade para estudantes de escolas públicas, metade dessas vagas sendo destinadas aos que se autodeclararem negros, pardos ou indígenas. Em novembro de 2017, frente a denúncias de supostas fraudes no sistema de cotas, a universidade anunciou uma comissão para análise fenotípica dos candidatos às cotas raciais, analisando as características de "cor da pele, o tipo de cabelo, o formato do nariz e dos lábios".
As vagas reservadas são divididas em oito modalidades de cotas, destinadas exclusivamente aos candidatos que se enquadram nos critérios abaixo:

### Exame Nacional do Ensino Médio
A Universidade Federal do Rio Grande do Sul, assim como a maioria das universidades federais do país, passam a adotar a partir de 2010 o Exame Nacional do Ensino Médio (ENEM) como critério de ingresso em seus cursos. Inicialmente a participação do candidato no exame será optativo, sendo que seu desempenho no ENEM irá somar-se com o desempenho no concurso vestibular, tendo peso proporcional a 10% na pontuação final. Em 2013, foi aprovado o ingresso na universidade por meio do exame, sendo destinado para isso, no concurso de 2015, 30% das vagas. A partir de 2019, a UFRGS decidiu retirar a soma de 10% na pontuação final com a nota do ENEM, dispondo, apenas, de vagas por meio do Exame Nacional do Ensino Médio (30%) e/ou por meio do Vestibular(70%).

## Ranking
Em 2012 figurava na 5⁠.ª posição nacional na Classificação Acadêmica das Universidades Mundiais elaborada pela Shanghai Jiao Tong University e na 4.ª posição nacional no QS World University Rankings publicado pela Quacquarelli Symonds do Reino Unido. Em um ranking organizado pelo Ministério da Educação da Espanha, a Universidade Federal do Rio Grande do Sul aparece em 152° lugar, entre 17 mil instituições pesquisadas, e na 3ª posição entre as melhores da América Latina.
De 2012 a 2019 a UFRGS foi a melhor universidade federal do Brasil, com o maior Índice Geral de Cursos (IGC) contínuo na avaliação do MEC, tendo sido, também, a melhor entre todas as universidades nos anos de 2012, 2013 e 2014. Junto da Universidade de São Paulo, é a universidade que mais vezes obteve o primeiro lugar na referida avaliação. A avaliação leva em conta o desempenho dos estudantes na prova do Enade, a infraestrutura, a formação dos professores e os indicadores da pós-graduação. Em 2019 seu IGC foi de 4,29, na escala que vai de 1 a 5. A avaliação corresponde ao ano de 2018. Na listagem geral, a Universidade Estadual de Campinas (Unicamp) ocupava o primeiro lugar, com IGC de 4,39. Neste ano foi eleita também a melhor universidade entre todas as instituições de Ensino Superior da Região Sul do Brasil.
Em 2023 o Instituto Nacional de Estudos e Pesquisas Educacionais a escolheu como a melhor instituição federal de ensino superior do país, avaliando seu desempenho no ano anterior, e como segunda colocada no quadro geral. Em 2023 figurou no 3º lugar entre todas as universidades brasileiras no ranking da Folha de S.Paulo, com nota de 96,20, atrás da Universidade de São Paulo e da Unicamp, e como a melhor entre as federais.

## Patrimônio arquitetônico

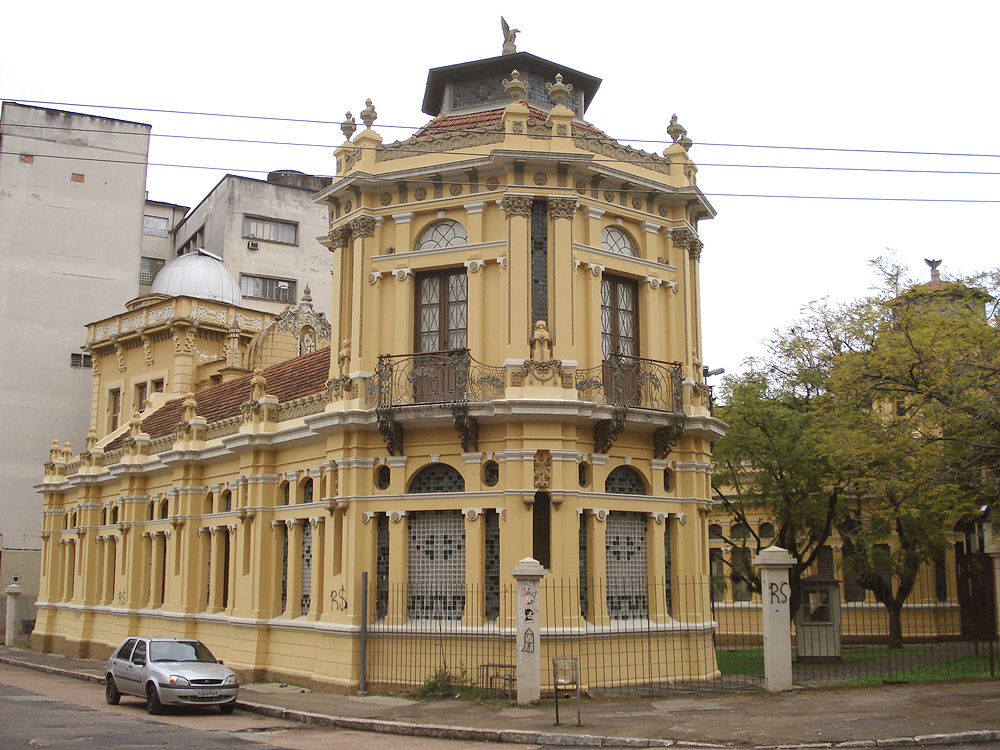
Castelinho

A UFRGS mantém um rico patrimônio arquitetônico em seu campus central, com diversas edificações de dimensões palacianas e fachadas decoradas, como a Escola Técnica Estadual Parobé, a Escola de Engenharia, o Instituto de Química, a Faculdade de Direito, e a Faculdade de Medicina. Outros não são tão majestosos, mas possuem interesse histórico e estético, como o Castelinho, o Château, o Observatório Astronômico, a Rádio da Universidade e o Museu da UFRGS. O Instituto do Patrimônio Histórico e Artístico Nacional tombou em 1999 os prédios da Faculdade de Direito e do Observatório Astronômico. Todo o conjunto foi declarado Patrimônio Cultural do estado em 15 de setembro de 2000.

## Alunos notáveis
Pelas suas salas passaram inúmeros alunos que depois fizeram carreiras de destaque em vários campos, entre eles três presidentes do Brasil (Getúlio Vargas, João Goulart e Dilma Rousseff), três governadores do Rio Grande do Sul, nove ministros do Supremo Tribunal Federal, membros da Academia Brasileira de Letras e importantes artistas, jornalistas, escritores, cientistas, médicos, empresários e outros profissionais.